# Goniorhynchus clausalis
Goniorhynchus clausalis là một loài bướm đêm trong họ Crambidae.